# Lillian Birkenhead
Lillian Birkenhead (* 19. Januar 1905 in Liverpool; † 4. Februar 1979 ebenda) war eine britische Schwimmerin.

## Karriere
Birkenhead gewann bereits als Schülerin zahlreiche Wettkämpfe. 1920 nahm sie im Alter von nur 15 Jahren an den Olympischen Spielen in Antwerpen teil. Dort platzierte sie sich als Sechste in ihrem Vorlauf.
Mit 18 Jahren heiratete sie und beendete daraufhin ihre Karriere.